# Diablo (Kurt Wagner)
Pour les articles homonymes, voir Diablo et Nightcrawler.
Ne pas confondre avec le super-vilain Diablo (Esteban Corazón de Ablo).

Logo de la série Nightcrawler.

Kurt Wagner, alias Diablo (« Nightcrawler » en version originale) est un super-héros évoluant dans l'univers Marvel de la maison d'édition Marvel Comics. Créé par le scénariste Len Wein et le dessinateur Dave Cockrum, le personnage de fiction apparaît pour la première fois dans le comic book Giant-Size X-Men #1 en mai 1975, en compagnie des Nouveaux X-Men.
À l'origine, ses créateurs l'avaient prédestiné à La Légion des super-héros de DC Comics, une série sur laquelle ils travaillaient peu de temps avant d'intégrer Marvel Comics.
Depuis qu'il a intégré l'équipe des X-Men, Diablo est un personnage très présent dans les comics relatifs à cette équipe, ainsi que leurs produits dérivés (jeux vidéo, séries animées). Au cinéma, le personnage a été interprété par l'acteur Alan Cumming dans le film X-Men 2 (2003), et par Kodi Smit-McPhee dans les films X-Men: Apocalypse (2016) et X-Men: Dark Phoenix (2019).

## Historique de la publication
Bien que personnage récurrent du comics X-Men, Diablo n'a pas eu sa propre série avant novembre 1985, soit dix ans après sa création. La série est scénarisée et dessinée par un de ses créateurs, Dave Cockrum. À la recherche d'un « demi mutant » (qui s'avère être le Fantôme, « The Vanisher » en VO), Diablo se retrouve à voyager dans de multiples dimensions alternatives et rencontre d'étranges personnages, tels les Bamfs (apparus à l'origine dans X-Men #153, qui relate un conte de fée que raconte Kitty Pryde à Illyana Raspoutine). Après diverses aventures, il réussit à revenir sain et sauf dans notre dimension.
Une deuxième mini-série, en quatre parties elle aussi, paraît en novembre 2001, écrite par Chris Kipiniak et dessinée par Matthew Smith. Elle se concentre sur la décision de Diablo de devenir prêtre et ses tentatives de combattre des esclavagistes.
En septembre 2004, Marvel publie sa première série régulière sur Diablo. Écrite par Roberto Aguirre-Sacasa et dessinée par Darick Robertson, la série suit le personnage dans plusieurs aventures de nature surnaturelles. Elles ne dureront finalement que 12 numéros, au vu des faibles ventes après un arrêt de trois mois après le 6e numéro. La série permettra de faire apparaître le personnage secondaire de Christine Palmer, l'infirmière de nuit, dernière conquête en date de Diablo.

## Biographie du personnage

### Origines
Originaire d'Allemagne, Kurt Wagner est le fils du mutant Azazel et de Raven Darkhölme, alias la mutante Mystique. Né avec une peau et une fourrure de couleur bleue qui recouvrent son corps, il possède deux doigts et un pouce sur chaque main, et seulement deux orteils sur chaque pied, ce qui l'empêche de marcher normalement. Il possède aussi des crocs, des yeux jaunes, des oreilles pointues et une queue pointue préhensile.
Peu après sa naissance, sa mère l'abandonne en le jetant dans une chute d'eau alors qu'elle était poursuivie par des paysans qui l’accusaient d'avoir mis au monde « le démon ». Des années plus tard, Kurt se retrouvera confrontée à elle dès ses débuts chez les X-Men, mais il lui faudra longtemps pour comprendre qu'elle est sa mère biologique. Il a aussi un demi-frère (Graydon Creed), un ex-beau-père (Dents-de-sabre) et une sœur adoptive (Malicia).
Quelques heures après sa naissance, Kurt est découvert par Margali Szardos, la reine des gitans. Elle l'adopte et l’élève alors comme son propre enfant, en compagnie de sa fille Jimaine et de son fils Stefan, et l'introduit dans le petit cirque bavarois où elle travaille comme diseuse de bonne aventure, une activité servant à couvrir ses dons de sorcière. Même si l'adoption n'est pas valide aux yeux de la loi, Margali et Kurt (c'est elle qui lui a donne ce prénom) se considèrent aujourd'hui encore comme mère et fils.
À l'adolescence, le jeune homme découvre ses dons : une agilité et des réflexes surhumains, la capacité de voir dans le noir et de devenir presque invisible dans l'obscurité, ainsi que le pouvoir de se téléporter à l'endroit où il le désire. Mais, malheureusement, son aspect extérieur et ses pouvoirs le font souvent prendre pour un démon par la population locale, et c'est pour échapper à cela qu'il rejoindra plus tard les X-Men. Il grandit avec bonheur dans ce cirque où il devient rapidement acrobate, ce qui lui permet d'exercer un métier aux vues des gens sans problèmes, ceux-ci prenant son apparence pour un costume.
Plus tard, Arnos Jardine, un riche millionnaire texan, propose à des artistes de cirque de le rejoindre en Floride. Kurt fait partie des rares à s'y rendre. À son arrivée, Jardine lui administre une substance anesthésique et l'enferme dans une roulotte enclose de barreaux pour le présenter comme une attraction de ménagerie. Drogué, il n'arrive pas à se téléporter et reste dans un état d'hébétude. Par chance, un jeune garçon nommé Philippe, l'ayant reconnu comme un frère mutant, le libère. Après avoir menacé Jardine pour qu'il change son mode de direction et permette aux artistes désireux de partir de pouvoir le faire, Kurt retourne en Allemagne, à Winzeldorf. En effet, Jimaine lui a fait part de sa terreur : leur frère Stefan semble « différent ».
Kurt retrouve Stefan après que celui-ci a assassiné plusieurs enfants, semblant être devenu fou (il s'avèrera en réalité qu'il a été possédé par un démon du nom d'Essain). Alors qu'un dernier enfant est sur le point d'être tué, Kurt brise le cou de son frère, réalisant la promesse qu'il lui avait faite quelques années plus tôt : si Stefan devenait mauvais, Kurt devrait tout faire pour le neutraliser. C'est à ce moment que la foule haineuse, le prenant pour un démon, s'attaque à lui. Sur le point de se faire massacrer, le Professeur Xavier, venu pour recruter Kurt en tant qu'X-Men après l'avoir localisé grâce à Cerebro (un ordinateur surpuissant capable d'augmenter les pouvoirs de Xavier afin de localiser les mutants), intervient et stoppe la foule grâce à ses pouvoirs mentaux. Leur départ rapide ne permet pas à Kurt d'expliquer à Margali le drame précédent. Celle-ci n'apprendra donc la vérité que plus tard, tenant dans l'intervalle Diablo responsable de la mort de son fils. Stefan interviendra ensuite dans les histoires de Diablo sous la forme de flashbacks.

### Origines redéfinies
Plusieurs versions de la naissance de Diablo ont été présentées, la dernière en date et  qui serait l'officielle est présentée dans Uncanny X-Men #428 (en France, dans X-Men n°91) au cours du prologue de l'arc narratif Draco. Kurt Wagner serait le fils illégitime de la mutante métamorphe Raven Darkholm Wagner (Mystique) épouse du baron Christian Wagner, et d'Azazel, mutant antédiluvien capable de prendre apparence humaine mais dont la vraie apparence est celle de Diablo avec une couleur de peau rouge.
Après avoir tué et enterré son mari, qui soupçonnait que l'enfant qu'attendait Raven ne soit pas de lui (leur couple souffrait d'une apparente stérilité), cette dernière accouche de Kurt en présence de sa femme de chambre et d'un médecin. L'apparence de l'enfant et la perte momentanée du contrôle de son pouvoir la trahissent et elle s'enfuit devant la peur et la colère des gens de la ville. Elle-même, furieuse d'avoir été trompée et manipulée par Azazel, qu'elle croyait amoureux d'elle alors qu'il ne faisait qu'expérimenter ses théories génétiques, jette Kurt dans une cascade. L'ironie du sort veut que le pouvoir de Kurt se manifeste spontanément, lui sauvant ainsi la vie. On ne sait cependant pas comment Margali a su le véritable nom de Kurt (même si le fait d'être une sorcière peut impliquer ce genre de pouvoirs), ni pourquoi le pouvoir de ce dernier ne s'est plus manifesté jusqu'à l'adolescence.

### Chez les X-Men

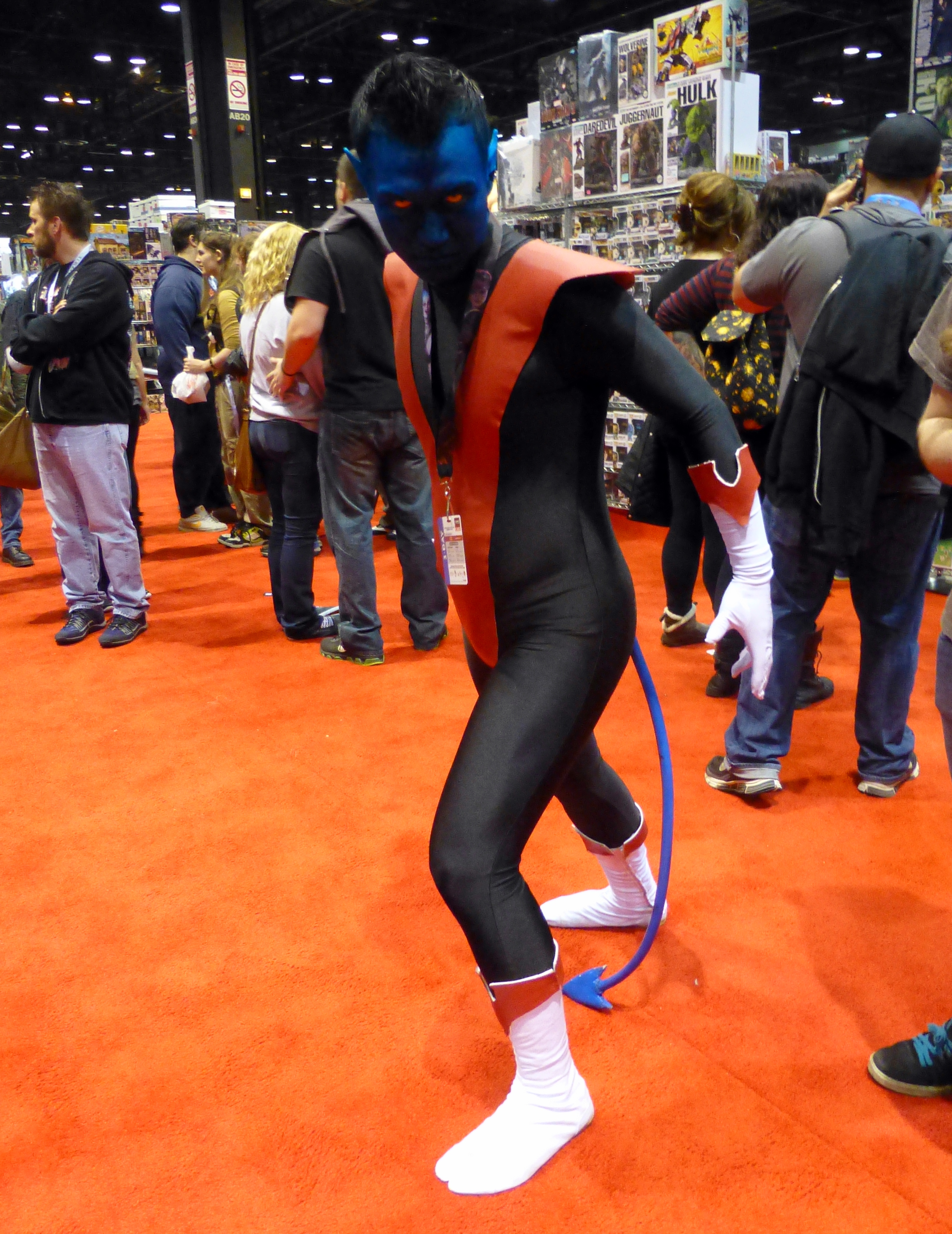
Cosplay de Diablo dans son costume des X-Men.

En intégrant les X-Men, Kurt prend le nom de code de Diablo (« Nightcrawler » en VO), un nom que lui avait donné Jardine. Il devient alors un personnage constant de l'équipe. À son arrivée chez les X-Men, il trouve enfin un foyer et une famille, et se lie d'instinct avec le mutant Wolverine qui, comme lui, est en butte au regard de ses semblables qui ne voient en lui qu'un animal.
Sa nature humoristique et séductrice, digne d'un fier-à-bras (caractéristiques comparables à celles de l'acteur Errol Flynn, dont il prend l'apparence grâce à un inducteur d'image) s'épanouit alors. En la personne de Wolverine, il trouve un ami proche (et un compagnon de beuveries) et vit une liaison avec sa sœur de lait Jimaine, déguisée sous l'identité de l'hôtesse de l'air Amanda Sefton. Il se réconcilie même avec Margali, encore persuadée à cette époque de sa responsabilité dans la mort de Stefan. Après l'avoir projeté dans une dimension, reconstitution de l'Enfer de Dante en miniature, ils s'affrontent et, avec l'aide de Jimaine et des X-Men, l'erreur est rectifiée. Kurt quitte ensuite Amanda pour sortir avec Kitty Pryde, qu'il aime depuis le début.
Diablo est souvent le personnage-clé des aventures des X-Men : lié d'amitié avec tous les membres du groupe, il peut servir d'intermédiaire pour calmer ses amis lorsque la tension est trop forte. Il est aussi une carte maîtresse pour le groupe car il peut toujours intervenir là où l'adversaire s'y attend le moins, grâce à son don de téléportation. Par contre, son manque de protection individuelle et les limites de son pouvoir en font également l'un des personnages les plus faibles de l'équipe.
Il devient rapidement une recrue de choix et assume même un temps le rôle de leader quand Tornade, ayant perdu ses pouvoirs, quitte l'équipe. Ce rôle est prémonitoire de celui qu'il occupera chez Excalibur.
Pendant cette époque, Kurt passe par une période de doute, à la suite de la décision du Beyonder de ne pas l'envoyer avec le reste des X-Men à San Francisco pour une situation de crise et, à la suite de sa propre peur, de les rejoindre. Il reste une nuit entière sous la pluie à s'interroger sur cette décision. Une altercation s'ensuit avec Amanda Sefton où Diablo, lui faisant part de ses doutes et angoisses, dérape en lui disant se demander si elle n'a pas manipulé ses sentiments, le Beyonder en étant capable. Celle-ci le quitte sur le champ. Kurt vient ensuite au secours d'une jeune femme, qui s'avèrera être une princesse d'Europe de l'Est tombée dans les mains de l'assassin Arcade, se prouvant ainsi à lui-même qu'il n'est pas un lâche.
Peu après avoir rejoint ses coéquipiers X-Men, une stratégie d'attaque pour perturber la super Sentinelle Nemrod échoue et Kurt se retrouve à la merci d'une foule en colère (c'est un rappel de la scène où on rencontre Kurt pour la première fois dans Giant size X-men #1) sans son pouvoir de téléportation. Il est sauvé par Kitty Pryde, Colossus et Magik, mais craint d'avoir perdu à jamais son pouvoir.
Bien que celui-ci revienne finalement, Diablo reste faible et vulnérable quand il l'utilise, le faisant à nouveau douter de sa valeur. Ce sont peut-être ces sentiments qui le conduisent, durant l'arc narratif Mutant Massacre (en), à utiliser sa téléportation en série pour déstabiliser Vertigo, un des membres des Maraudeurs de Mister Sinistre qui avaient attaqués les Morlocks dans les égouts de New York, et blessé également plusieurs de ses coéquipiers. Cette tactique laisse alors Diablo incapable d'éviter l'attaque de Riptide qui lui inflige de terribles blessures, le plongeant dans le coma.
Cette faiblesse provoquera son départ du groupe. Transporté sur l'Île de Muir où il fera sa convalescence, il fonde le groupe Excalibur avec sa meilleure amie Kitty Pryde. Il continue cependant à avoir des contacts fréquents avec les membres des X-Men, ainsi que de sa famille adoptive, malgré le fait qu'il a tué Stefan en légitime défense. Jimaine sera d'ailleurs sa petite amie de façon assez chronique, et le suivra même en Amérique sous le pseudonyme d'Amanda Sefton.

### Excalibur
Pendant qu'il récupère de ses blessures, Diablo apprend le décès apparent de ses compagnons X-Men à Dallas par les informations télévisées. Accompagné de Kitty Pryde, elle aussi blessée par les Maraudeurs, il rejoint peu de temps après Captain Britain dans une aventure en Grande-Bretagne qui concerne Phœnix II (Rachel Summers). Ils forment alors une équipe tellement homogène qu'ils décident de former un groupe du nom d'Excalibur, auquel se joint Meggan, la compagne de Captain Britain.
Petit à petit, Diablo prend la tête de ce groupe de héros indépendants. Il prend même la charge un groupe de mercenaires inter-dimensionnels nommés les Technets, qu'il renomme pour l'occasion les « D-men » et qu'il dirige, bien qu'ayant une jambe dans le plâtre, tel le professeur Xavier dans sa chaise roulante à ses débuts de mentor des X-Men.
Parmi ses conquêtes de l'époque, Kurt a une aventure avec sa coéquipière Cerise (en) avant que celle-ci ne soit obligée de le quitter pour répondre de ses actes dans un procès intenté par les Shi'ar. Plus tard, son ancienne maitresse, Amanda Sefton, rejoint l'équipe et les deux reprennent leur relation au point où elle en était restée. Amanda quitte ensuite l'équipe (et donc à nouveau Diablo) pour devenir la nouvelle Magik et ainsi régner sur les Limbes, tâche qui la retient loin de la Terre. Les deux amants resteront des amis proches.

### Retour chez les X-Men
Peu après le mariage de Captain Britain avec Meggan, l'équipe Excalibur se sépare. Colossus, recrue récente, Kitty Pryde et Diablo font leur retour chez les X-Men, mais ils sont confrontés à un groupe d'imposteurs menés par Cerebro sous l'apparence du Professeur Xavier.
Diablo reprend son rôle de leader dans l'équipe, telle que définie par les auteurs de la série Uncanny X-Men : Wolverine, Bishop, Psylocke, Rocket et Rachel Summers (sous le nom de « Marvel Girl »). Dans leur mission contre le premier déchu (The Fousaken), Diablo réussit à téléporter ses quatre coéquipiers. Il aide ensuite Tornade à libérer l'Afrique du joug de son oncle.
Le professeur Xavier le recrute ensuite, aux côtés de Darwin, Havok, Marvel Girl, Warpath et Polaris, pour participer à une mission dans l'espace pour contrer Vulcain dans sa vengeance contre l'Empire Shi'ar.
Lors du crossover Second Coming, Diablo, de retour sur Terre, meurt en protégeant la jeune mutante Hope Summers, l'ultime espoir de sa race. Wolverine, comme tous les autres utopiens, se montre très affecté par cette mort et en garde rancune à Hope et à Cyclope.

### Résurrection
Diablo réside alors au paradis où il est un peu solitaire. Bien qu'il profite de l'endroit, il continue de ressentir l'impression d'avoir des affaires inachevées, et reste à la périphérie du paradis plutôt que de rejoindre la chorale céleste.
Quand le démon Azazel lance une attaque contre le paradis en utilisant sa connexion avec Kurt comme porte, les autres X-Men créent un portail extra-dimensionnel vers le paradis, via le pouvoir de la race des Bamfs, leur permettant d'aider Kurt dans son combat mais également dans l'intention de le ramener d'entre les morts. Le plan réussit et Azazel est vaincu, grâce à l'esprit du Professeur X aux mains de Cyclope ; Kurt est ressuscité par les pouvoirs des Bamfs et rejoint les X-Men de Jean Grey. Tous célèbrent son retour mais ils sont interrompus lorsque Mystique vient récupérer Azazel. Kurt essaye en vain de les arrêter.

### Mort de Wolverine
Peu de temps après avoir perdu Amanda Sefton dans l'au-delà, Wolverine, le meilleur ami de Kurt, auparavant considéré comme impossible à tuer en raison de son facteur guérisseur, meurt lui aussi. Kurt a alors du mal à faire face à la perte de deux des personnes les plus proches de lui, et des plus chères à son cœur. Kurt et Piotr Raspoutine (Colossus) rendent ensuite hommage à Logan sur la tombe de son ex-épouse Mariko Yashida à Agarashima au Japon, combattant dans le même temps des vagues de guerriers ninja, tout comme Logan l'aurait fait.

## Famille
Source : marvel-world.com
- Azazel (père)
- Raven Darkhölme (Mystique, mère)
- Baron Christian Wagner (beau père, décédé)
- Graydon Creed (demi-frère, décédé)
- Margali Szardos (mère adoptive)
- Jimaine Szardos/Amanda Sefton (Magik, sœur adoptive)
- Stefan Szardos (frère adoptif, décédé)
- Anna-Marie (Malicia, sœur adoptive)
- Nils Styger (Abyss, demi-frère)
- Kiwi Black (demi-frère)
- Gloria Brickman (sœur adoptive)
- Talia Joséphine Wagner (Nocturne, fille d’une dimension alternative avec la Sorcière rouge)
- Salamander (fils d’une dimension alternative)
- d’autres demi-frères et sœur non nommés (décédés).

## Pouvoirs et capacités

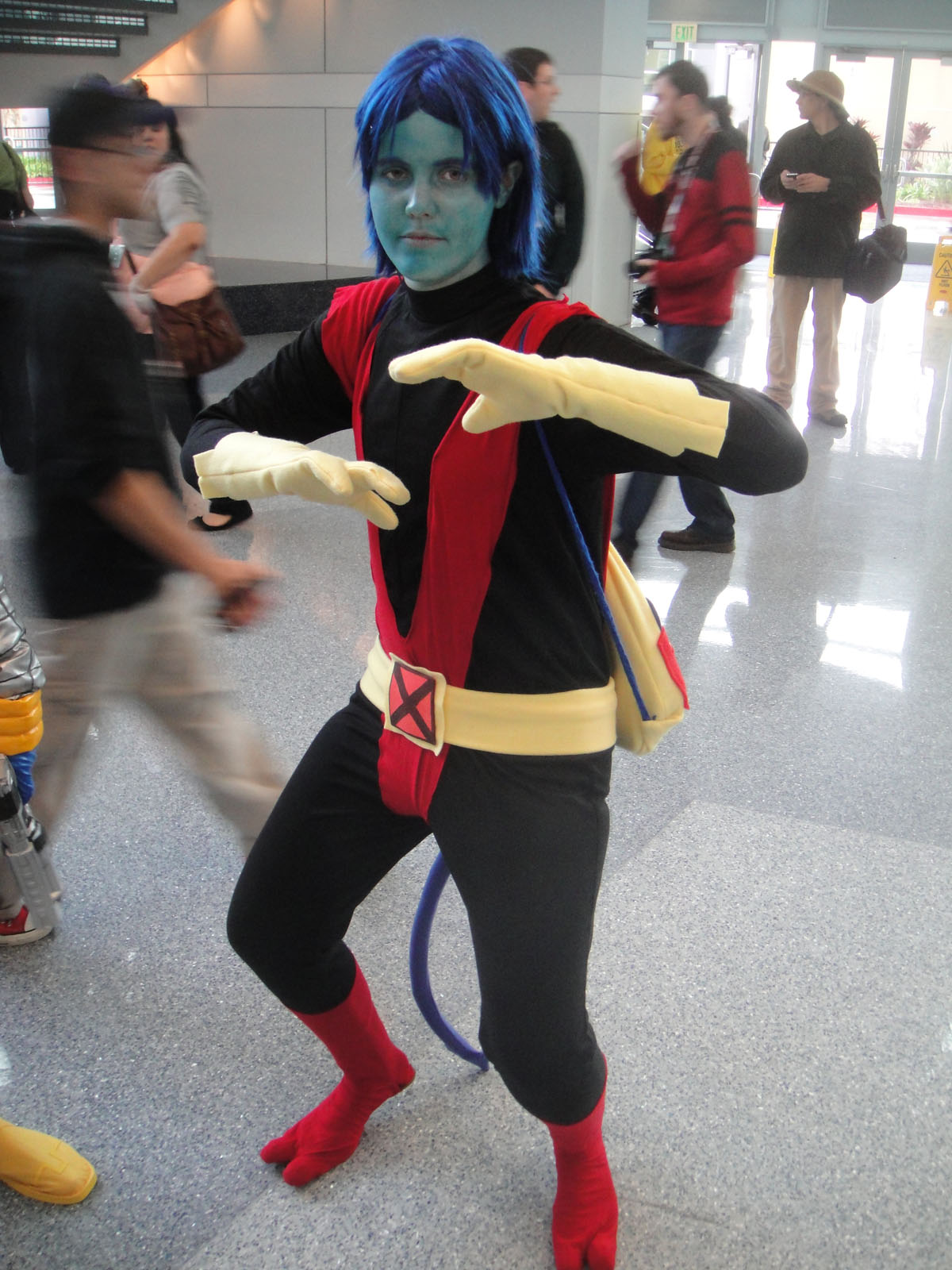
Cosplay de Diablo (série X-Men: Evolution).

Kurt Wagner est un mutant doté de caractéristiques physiques inhabituelles : il est recouvert d'une fourrure bleue-noire sur tout le corps, ses mains possèdent trois doigts dont un opposable, ses pieds comptent deux longs orteils ; il a une queue pointue et préhensile d'environ un mètre de long avec laquelle il peut saisir des objets, a des oreilles et des canines pointues ainsi que des yeux jaunes sans pupilles. Il est capable de se téléporter avec les vêtements qu’il porte, ainsi que toute chose ou personne en contact direct avec lui, dans la limite d’une certaine masse. En temps normal et dans conditions physiques optimales, il peut soulever jusqu'à une centaine de kilos.
En complément de ses pouvoirs, Kurt Wagner est un acrobate de niveau olympique, un combattant à mains nues exceptionnel et un maître dans l'art de l'escrime ; il peut d'ailleurs tenir une deuxième épée avec sa queue préhensile lorsqu'il se bat avec des armes blanches. De plus, il possède un permis de conduire et a appris à piloter l'avion supersonique Blackbird des X-Men, ayant été pendant longtemps le pilote de l'équipe, tout comme le mécanicien de leurs divers jets. Il a également acquit de nombreuses connaissances en médecine.
Sa foi catholique et sa formation de prêtre font de lui un expert de cette religion. Il parle couramment plusieurs langues : l’allemand (sa langue maternelle), l’anglais, le français, l’espagnol et l’italien. Le professeur X lui a également appris le japonais et le russe par télépathie. Un calendrier dans sa chambre indique qu’il est né au mois de novembre. C'est aussi un grand fan de cinéma, notamment des films de cape et d'épée et de l'acteur Erol Flynn.
- Le pouvoir de téléportation de Diablo est le plus important de ses atouts, mais il est aussi limité : il ne peut se téléporter que vers un endroit qu'il connaît déjà ou un endroit complètement vide, sinon il risquerait de se matérialiser dans un objet solide et d'en mourir[1]. Il peut se téléporter accompagné de deux personnes au maximum et est aussi limité au niveau des distances à parcourir : traverser la Manche au départ de la côte française fait partie du maximum de ses capacités.
- Ses téléportations exhalent une odeur de soufre, de la fumée et émettent un bruit caractéristique (« Bamf »)[1].
- Il possède une capacité intuitive à appréhender l’espace qui l’entoure, ce qui l’aide dans ses téléportations. Il a récemment découvert qu’il pouvait se téléporter dans des lieux que ses Bamfs bleus avaient déjà découverts, même si lui n’y avait jamais mis les pieds[1].
- Les personnes téléportées avec lui subissent souvent une légère faiblesse et des nausées momentanées. Il se sert parfois de ces effets pour étourdir ses adversaires, opérant une succession de téléportations rapides pour les affaiblir[1].
- Il est également capable de ressentir les téléportations d'autres personnes autour de lui[1].
- Depuis son séjour au Paradis, il semble avoir maîtrisé quelques connaissances en magie[1].

En tant que descendant de mutants « Neyaphem », le sang d’Angel, un mutant « Cherayafim » le blesse au lieu de le guérir.

## Aspect et personnalité
Ne pouvant sortir sans être remarqué à cause de son aspect, Diablo a pris l'habitude d'utiliser un modificateur d'aspect, qui lui donne l'image d'une personne normale. Il a d'ailleurs l'habitude d'utiliser l'image d'Errol Flynn, une de ses idoles. Comme lui, c'est un grand bourreau des cœurs. Même malgré son aspect repoussant, il arrive à charmer les gens autour de lui, plus particulièrement la gent féminine. Cela lui vaudra d'ailleurs quelquefois des problèmes avec ses camarades masculins (Captain Britain) qui n'apprécient pas toujours les attentions qu'il accorde à leurs amies.
Il garde toujours l'espoir que la situation ne peut que s'arranger, quelle que soit celle-ci, et cherche toujours la solution à un problème donné. C'est un excellent leader. Il ne se met que rarement en colère, et peut se montrer dur envers ses ennemis dans ces cas. Mais comme Cyclope, il préférera toujours tendre la main à son ennemi.
L'une de ses caractéristiques est d'être, malgré son apparence démoniaque, un fervent catholique. Il essaya même d'être ordonné prêtre, mais échoua. Cette particularité fut reprise par le film X-Men 2, une scène le montrant en train de prier, un chapelet à la main.

## Apparitions dans d'autres médias
Sauf indication contraire, les informations mentionnées dans cette section peuvent être confirmées par la base de données cinématographiques IMDb,  présente dans la section « Liens externes ».

### Cinéma
| |  |  |
| Alan Cumming incarne Kurt Wagner/Diablo dans la trilogie X-Men, alors que Kodi Smit-McPhee en incarne la version post-adolescente dans la prélogie. |  |  |

Interprété par Alan Cumming dans la première trilogie X-Men
- 2003 : X-Men 2 réalisé par Bryan Singer

Interprété par Kodi Smit-McPhee dans la seconde trilogie X-Men
- 2016 : X-Men: Apocalypse réalisé par Bryan Singer
- 2018 : Deadpool 2 réalisé par David Leitch
- 2019 : X-Men: Dark Phoenix réalisé par Simon Kinberg

### Télévision
- 1989 : Pryde of the X-Men - doublé en anglais par Neil Ross (série d'animation)
- 1995-1996 : X-Men (série d'animation)
- 2000-2003 : X-Men: Evolution (série d'animation)
- 2008-2009 : Wolverine et les X-Men (série d'animation)

### Jeux vidéo
- 2001 : X-Men: Mutant Academy 2
- 2004 : X-Men Legends
- 2005 : X-Men Legends II : L'Avènement d'Apocalypse
- 2006 : X-Men, le jeu officiel
- 2006 : Marvel: Ultimate Alliance
- 2008 : Spider-Man : Le Règne des ombres
- 2009 : Marvel Super Hero Squad
- 2011 : X-Men: Destiny
- 2013 : Marvel Heroes